# Knights of Badassdom
Knights of Badassdom är en amerikansk äventyrsfilm från 2013.

## Handling
Joe hänger med sina kompisar på ett levande rollspel i hopp om att komma över att hans flickvän lämna honom. När Joe ska initieras av Eric, som spelar en trollkarl går något fel. Plötsligt ställs gruppen emot verkliga fantasymonster, som slåss på liv och död.

## Om filmen
Knights of Badassdom regisserades av Joe Lynch.

## Rollista (urval)
- Sean Cook - Winston
- Peter Dinklage - Hung
- Khanh Doan - Andie
- Michael Gladis - kung Diamond
- Summer Glau - Gwen
- Basil Harris - Eddie
- Brett Gipson - Gunther
- Tom Hopper - Gunther
- Ryan Kwanten - Joe
- Margarita Levieva - Beth
- Joshua Malina - Travis
- Steve Zahn - Eric